# Třída Fateh
Třída Fateh je třída konvenčních ponorek stavěných pro íránské námořnictvo. Prototypové plavidlo bylo do služby přijato roku 2019.

## Stavba
Přestože nejsilnější íránské ponorky představuje ruský Projekt 877 (v kódu NATO třída Kilo), íránský průmysl se dlouhodobě snaží o rozvoj vlastních kapacit. Nejprve byly vyvíjeny miniponorky, jejichž vrcholným představitelem se stala třída Ghadir. Ponorky třídy Fateh v této vývojové linii pokračují, ale jsou ještě větší. Při délce 48 m a výtlaku 593 t (pod hladinou) jsou srovnatelné například s německým pobřežním Typem 206.
Třída byla dle íránských vyjádření vyvinuta domácími loděnicemi. Prototypovou ponorku IRIS Fateh postavila loděnice Bostanu. Z blíže neurčených důvodů se stavba značně protáhla. Na vodu byla spuštěna v září 2013 a do služby byla přijata 17. února 2019. Identifikována byla rovněž rozestavěná druhá ponorka.
Jednotky třídy Fateh:
| Jméno       | Spuštěna  | Dodání         | Status  |
| ----------- | --------- | -------------- | ------- |
| Fateh (920) | září 2013 | 17. února 2019 | aktivní |
|             |           |                | aktivní |

## Konstrukce

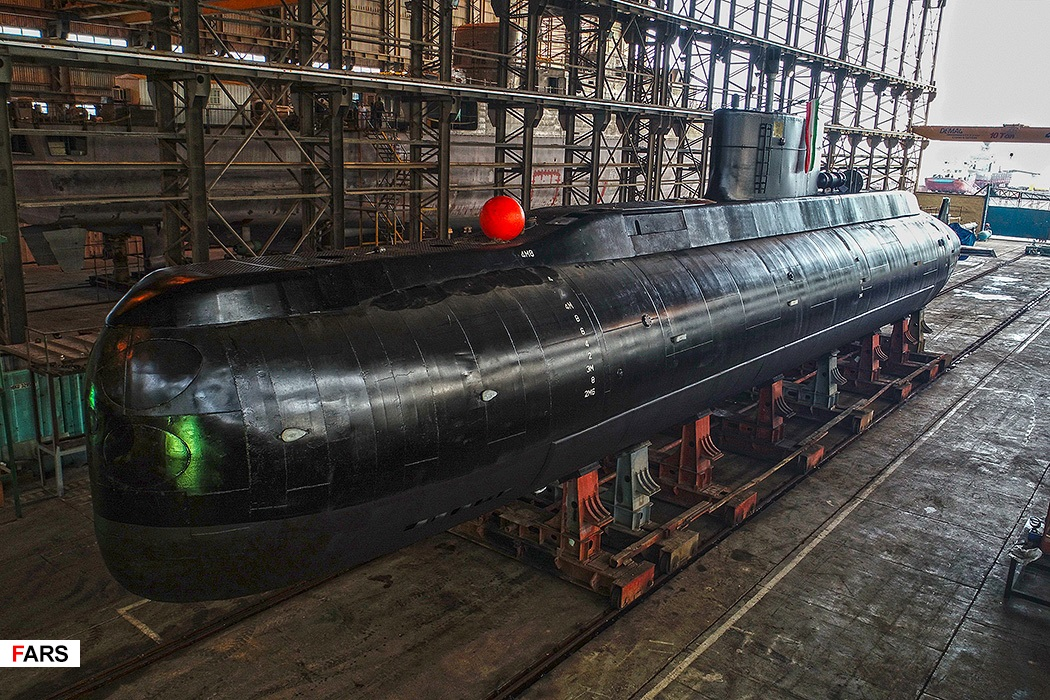
Fateh (920) v loděnici

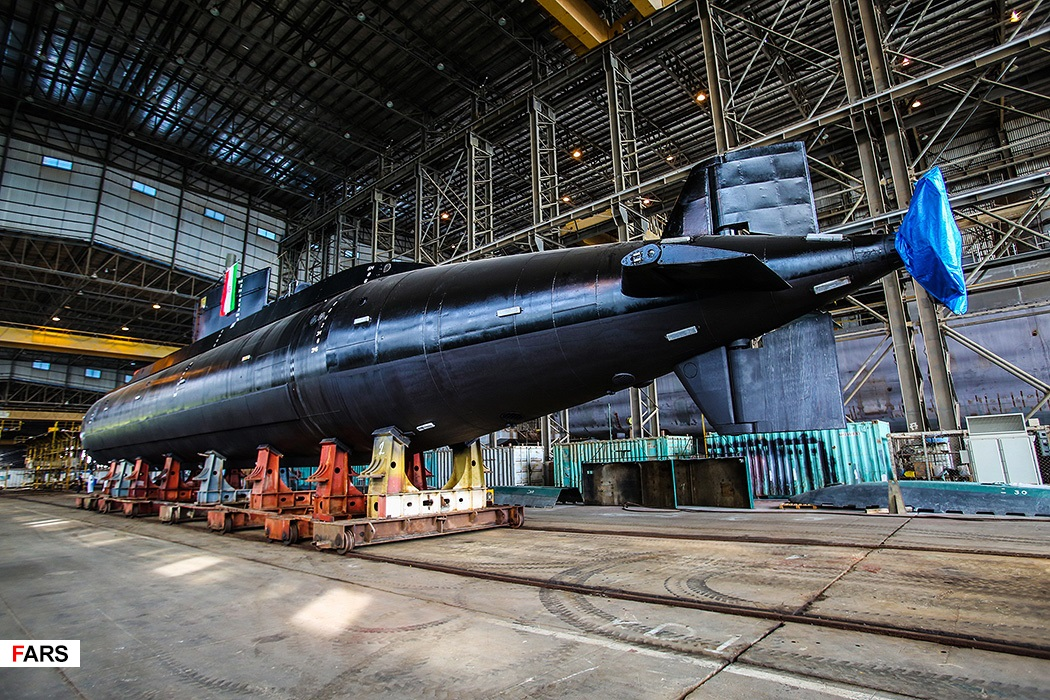
Fateh (920) v loděnici

Ponorka je vyzbrojena čtyřmi 533mm torpédomety, pro které je neseno šest dlouhých zbraní, nebo osm námořních min. Předpokládanou výzbroj představují těžká torpéda YT-534-UW1 Valfajr a protilodní střely Jask-2. Diesel-elektrický pohonný systém pohání lodní šroub. Nejvyšší rychlost je 11 uzlů na hladině a 15 uzlů pod hladinou. Hloubkový dostup je 200 metrů. Operační hloubka ponoru dosahuje 200 m.